# Noise Records
«Noise Records» — немецкий лейбл звукозаписи, основанный в 1983 году и окончательно прекративший существование в 2007. Выпускал музыкальную продукцию в различных направлениях «тяжёлого металла» (изначально отдавая предпочтение спид-, пауэр- и трэш-метал, но со временем несколько расширив стилистические рамки). Стал стартовой площадкой многих легенд жанра — как из Германии (Helloween, Grave Digger, Running Wild, Rage, Kreator, Tankard, Gamma Ray, Iron Savior), так и из других стран (Coroner, Celtic Frost, Skyclad).

## История
В 1981 году Карл-Ульрих Вальтербах (нем. Karl-Ulrich Walterbach) основал в Западном Берлине независимую рекорд-компанию «Modern Music Records». В первые годы деятельности фирмы её подразделение — лейбл «AGR» — издавало записи панк-групп, поющих на немецком языке, а также лицензионные сборники американского панка. В 1983 году Вальтербах, будучи в США, познакомился с представителями андеграундной метал-сцены, такими как Saint Vitus и Bitch, и решил попробовать себя в продвижении хэви-метал.
Первыми двумя пластинками основанного в 1983 году метал-подразделения, получившего название Noise Records, стали изданные по лицензии фирмы «Metal Blade Records» первый альбом американской группы Bitch («Be My Slave») и подборка «Metal Massacre III» (где промеж прочих начинающих отметились Slayer и Virgin Steele).
А затем пришёл черёд собственной продукции. В этом смысле началом стал сборник «Rock from Hell» (1983), на котором увидели свет песни будущих «классиков»: Grave Digger и Running Wild. Начало 1984 года было отмечено выходом сборника «Death Metal» (N006), который стал дебютом в грамзаписи групп Helloween и Hellhammer (вскоре сменившей название на Celtic Frost).
В течение 1984 года Noise Records выпустил первые полноформатные альбомы групп Grave Digger (N007), S.A.D.O., (N0011), Running Wild (N0012) и др., а также дебютный EP Celtic Frost (N0017). В 1985 году были даны «путёвки в жизнь» группам Helloween (N0021) и Kreator (N0025), а в 1986 — Rage (N0038) и Tankard (N0046). Параллельно издавались по лицензии альбомы заокеанских собратьев по цеху — Overkill и Voivod.
Огромный коммерческий успех по всеми миру имели выпущенные в 1987 и 1988 обе части «Keeper Of The Seven Keys» группы Helloween, а американские издания попали в итоге в альбомные чарты журнала «Биллборд».
В 1990 году был заключён договор с германским филиалом мейджора «EMI» для 4 групп (Helloween, Running Wild, Coroner и V2), но в итоге всё закончилось скандалом и судом из-за желания «Helloween» иметь дело напрямую с британцами.
В 1993 году был основан сублейбл «T&T Records», ориентированный на более мелодичную музыку и выпустивший ряд альбомов групп «Stratovarius», «Virgin Steele» и др.
Лицензии на выпуск продукции Noise Records были проданы во многие страны мира, а в США и Великобритании у лейбла были собственные филиалы.
В 2001 году «Modern Music» был продан вместе с «Noise Records» британскому «Sanctuary Records Group». Тот в свою очередь был приобретён в 2007 году корпорацией «Universal Music Group» и закрыт как независимый лейбл, что положило конец и «Noise Records».